# Culte (mode)
 (décembre 2018).
- Si vous ne connaissez pas le sujet, laissez ce bandeau (vous pouvez alors contacter les auteurs).
- Si vous supprimez le contenu mis en cause (vous pouvez préalablement contacter les auteurs),

argumentez précisément cette suppression dans la page de discussion
(un manque de référence n'est pas un argument ; une recherche réelle de référence doit avoir été effectuée, être formellement documentée).
Pour les articles homonymes, voir culte (homonymie).
La notion de culte est une expression issu du domaine religieux, appliquée aux phénomènes de mode et à la culture populaires, du fait de la similitude des comportements associés avec les rituels religieux : dimension de dévotion, répétition de phrases à la façon de mantras, etc.
Dans le langage commun, culte désigne quelque chose d'intéressant, d'exotique, d'avant-gardiste (en anglais « hip » ou « hype »). Des stratégies publicitaires s'en servent afin de bénéficier du caractère de reconnaissance immédiate et massive de tels motifs, favorisant la diffusion du message ou l'implantation d'une marque. Souvent les objets, phrases, gestes ou concepts culte (le mot s'emploie dans cette acception sous la forme d'un adjectif invariable) sont liés à un effet de mode ou à l'appartenance à une communauté. Un phénomène culte peut d'abord faire l'objet d'une reconnaissance entre seuls initiés, puis devenir un élément emblématique dans la culture populaire.
Cette dénomination est initialement employée dans le milieu cinéphile : film culte, réplique culte. Puis on l'a employée dans d'autres domaines : musique, danse, littérature...

## Exemples

### Répliques culte au cinéma
- « Moi j'ai dit bizarre ? Comme c'est bizarre. » (Drôle de drame, 1937)
- « T'as d'beaux yeux, tu sais. » (Le Quai des brumes, 1938)
- « Je vais lui faire une offre qu'il ne pourra pas refuser. » (The Godfather, 1972)
- « The Gun is good. The Penis is evil. » (Zardoz, 1974)
- « On n'est pas bien là ? Paisibles... à la fraîche... décontractés du gland... et on bandera quand on aura envie de bander... » (Les valseuses, 1974)
- « I'm as mad as hell and I'm not gonna take this anymore! » (Network, 1976)
- « Que la Force soit avec toi. » (Star Wars, 1977)
- « I'll be back. » (The Terminator, 1984)
- « Victor, nettoyeur. » (Nikita, 1990)

Pour plus d'exemples voir l'article « Réplique culte ».

### Gestes culte
Certains gestes de personnes célèbres sont devenus emblématiques, au point de suffire à les évoquer auprès d'un public initié sans que leur nom soit prononcé : 
- le déhanché d'Elvis Presley
- le « duckwalk » de Chuck Berry (pas de canard exécuté tout en jouant de la guitare), de même que son sautillement sur une jambe avec l'autre jambe tendue en avant, deux gestes repris par Angus Young d'AC/DC
- le jeu de guitare derrière la tête, inauguré par T-Bone Walker, repris par Chuck Berry, puis par Jimi Hendrix
- les moulinets de guitare de Pete Townshend
- le stage-diving d'Iggy Pop
- le moonwalk, de Michael Jackson, et dans une moindre mesure son geste consistant à s'agripper l'entrejambe en poussant un cri aigu
- le poing levé des sympathisants Black Panthers
- le grand-écart entre deux chaises (ou deux camions) de Jean-Claude Van Damme
- le « duck-quacking » de l'actrice pornographique Aurora Snow émettant un son proche du cri du canard en pratiquant une fellation[1]
- la « quenelle » de l'humoriste Dieudonné, etc.

Ces gestes, étant fortement liés à un contexte culturel, peuvent de ce fait n'être pas compris ou être mal interprétés par un public n'ayant pas connaissance de ce contexte.

## Langage courant
Une « réplique culte », ou « phrase culte », est une phrase très célèbre et populaire provenant d'une œuvre de fiction, ou plus rarement des propos d'une personnalité publique (par exemple « Je vous demande de vous arrêter ! », propos spontané d'Édouard Balladur), ou encore une création d'amateurs inspirée de personnalités (exemple des Chuck Norris Facts), et qui est souvent citée dans un contexte humoristique. Elle peut être une « phrase fétiche » si elle est employée de façon récurrente dans sa source (par exemple pour Hannibal Smith dans L'agence tous risques : « J'adore quand un plan se déroule sans accroc », en V.O. « I love it when a plan comes together »).
Ces expressions, sont parfois reprises par les humoristes ou les publicitaires ; à l'inverse, certaines répliques d'humoristes ou slogans publicitaires peuvent devenir « culte » (exemple issu la publicité : « Et la marmotte, elle met le chocolat dans le papier alu... » ; exemple issu d'un humoriste : « Au-dessus c'est le Soleil ! »). Ensuite elles passent dans le langage courant pour un temps variable, allant de quelques jours à plusieurs années, certaines s'implantent même durablement au point qu'on en oublie l'origine (par exemple beaucoup de français disent désormais « à l'insu de mon plein gré », sans se rendre compte ou se souvenir qu'il s'agit d'un barbarisme associé à la marionnette de Richard Virenque dans Les Guignols de l'Info, créé par les auteurs en mélangeant les expressions correctes « à mon insu » et « de mon plein gré »).

## Fonction de signe de ralliement
Une « phrase culte » ou un « geste culte » peuvent servir de signe de ralliement entre des personnes revendiquant leur appartenance à un même groupe social, ou simplement s'identifiant passagèrement à un phénomène de mode. Par exemple, des personnes ayant vu et particulièrement apprécié un film    De la même manière, des personnes ayant assisté à un même spectacle comique auront tendance à se remémorer leurs moments préférés en citant des phrases particulièrement savoureuses prononcées par l'artiste.
Cela a pour effet de rapprocher les individus entre eux, en leur donnant l'impression d'une cohésion de groupe. Un nouveau langage fait de références est inventé, ce langage ne fonctionnant qu'entre personnes de ce groupe.
Ce phénomène s'est renforcé avec l'avènement d'Internet, des sites ou vidéos étant consacrés à répertorier de telles répliques.